# Estoril Open 1998 - Qualificazioni doppio maschile
Le qualificazioni del doppio maschile dell'Estoril Open 1998 sono state un torneo di tennis preliminare per accedere alla fase finale della manifestazione. I vincitori dell'ultimo turno sono entrati di diritto nel tabellone principale. In caso di ritiro di uno o più giocatori aventi diritto a questi sono subentrati i lucky loser, ossia i giocatori che hanno perso nell'ultimo turno ma che avevano una classifica più alta rispetto agli altri partecipanti che avevano comunque perso nel turno finale.
Le qualificazioni del doppio del torneo Estoril Open 1998 prevedevano 4 coppie partecipanti di cui una è entrata nel tabellone principale.

## Teste di serie
1. Wayne Arthurs /  Andrew Kratzmann (Qualificati)

1. Alberto Berasategui /  Jordi Burillo (ultimo turno)

## Qualificati
1. Wayne Arthurs  /   Andrew Kratzmann

## Tabellone

### Legenda
| - Q = Qualificato - WC = Wild card - LL = Lucky loser | - ALT = Alternate - SE = Special Exempt - PR = Protected Ranking | - w/o = Walkover - r = Ritirato - d = Squalificato |

|  | Primo turno | Primo turno                       | Primo turno                    | Primo turno | Primo turno |  |  | Ultimo turno | Ultimo turno                      | Ultimo turno | Ultimo turno | Ultimo turno |  |
|  |             |                                   |                                |             |             |  |  |              |                                   |              |              |              |  |
|  | 1           | Wayne Arthurs Andrew Kratzmann    | Wayne Arthurs Andrew Kratzmann | 6           | 6           |  |  |              |                                   |              |              |              |  |
|  |             | Andre Lopes Israel Monteiro       | Andre Lopes Israel Monteiro    | 0           | 0           |  |  | 1            | Wayne Arthurs Andrew Kratzmann    | 2            | 6            | 6            |  |
|  | 2           | Alberto Berasategui Jordi Burillo | 6                              | 1           | 6           |  |  | 2            | Alberto Berasategui Jordi Burillo | 6            | 3            | 4            |  |
|  |             | Alberto Martín Tomáš Anzari       | 2                              | 6           | 3           |  |  |              |                                   |              |              |              |  |